# Movceanî, Jmerînka
Movceanî (în ucraineană Мовчани) este o comună în raionul Jmerînka, regiunea Vinnița, Ucraina, formată numai din satul de reședință.

## Demografie
Componența lingvistică a satului Movceanî
     Ucraineană (99,31%)
     Alte limbi (0,51%)
Conform recensământului din 2001, majoritatea populației satului Movceanî era vorbitoare de ucraineană (99,31%), existând în minoritate și vorbitori de alte limbi.